# Robert Nye
Robert Thomas Nye (ur. 15 marca 1939 w Londynie, zm. 2 lipca 2016 w Corku) – angielski powieściopisarz, nowelista, poeta i dramaturg.

## Życiorys
Ojciec pisarza był urzędnikiem, matka była córką farmera. Robert Nye uczęszczał do Southend High School for Boys. W tym czasie opublikował pierwszy wiersz w London Magazine (1955; vol. 2, nr 9). W 1955 ukończył szkołę i nie kontynuował zorganizowanej edukacji. Między 1955 a 1961 imał się wielu zajęć, był między innymi dziennikarzem, mleczarzem i listonoszem.

## Nagrody i wyróżnienia
- Eric Gregory Award, 1964
- James Kennaway Memorial Award, 1970
- Guardian fiction prize, 1976
- Hawthornden Prize, 1976
- Cholmondeley Award, 2006

## Utwory

### Poezja
- Juvenilia 1 (1961)
- Juvenilia 2 (1963)
- Darker Ends (1969)
- Two Prayers (1973)
- Agnus Dei (1973)
- Five Dreams (1973)
- Divisions on a Ground (1976)
- A Collection of Poems 1955 – 1988 (1989)
- 14 Poemes (1994)
- Henry James and Other Poems (1995)
- Collected Poems (1996)
- 16 Poems (2005)
- The Rain and the Glass: 99 Poems, New and Selected (2005)

### Powieści
- 1967 – Doubtfire
- 1976 – Falstaff
- 1978 – Merlin
- 1980 – Faust - wyd. polskie: Faust, tłum. Piotr Siemion (Gdańsk: Marabut 1992)
- 1982 – The Voyage of the Destiny
- 1989 – The Memoirs of Lord Byron – wyd. polskie: Pamiętniki Lorda Byrona, tłum. Michał Kłobukowski (Gdańsk: Marabut, 1996)
- 1990 – The Life and Death of My Lord Gilles de Rais
- 1993 – Mrs. Shakespeare: The Complete Works
- 1998 – The Late Mr Shakespeare

### Zbiory opowiadań
- Tales I Told My Mother (1969)
- The Facts of Life and Other Fictions (1983)

### Książki dla dzieci
- March Has Horse’s Ears (1966)
- Taliesin (1966)
- Bee Hunter: Adventures of Beowulf (1968)
- Wishing Gold (1970)
- Poor Pumpkin (1971)
- Once Upon Three Times (1978)
- The Bird of the Golden Land (1980)
- Harry Pay the Pirate (1981)
- Lord Fox and Other Spine-Chilling Tales (1997)

### Dramaty
- Sawney Bean (razem z Williamem Watsonem) (1970)
- The Seven Deadly Sins, A Mask (1974)
- Penthesilea, Fugue, and Sisters (1976)

## Recepcja polska
W polskim przekładzie ukazało się kilka utworów Nye’a, Faust (Gdańsk 1992), Merlin (przeł. Piotr Siemion, Gdańsk 1994), Pamiętniki lorda Byrona (przeł. Michał Kłobukowski, Gdańsk 1996) i Falstaff (przeł. Piotr Siemion, Warszawa 2006).